# Heliofungia actiniformis
Heliofungia actiniformis är en korallart som först beskrevs av Jean René Constant Quoy och Joseph Paul Gaimard 1833.  Heliofungia actiniformis ingår i släktet Heliofungia och familjen Fungiidae. IUCN kategoriserar arten globalt som sårbar. Inga underarter finns listade i Catalogue of Life.

## Bildgalleri

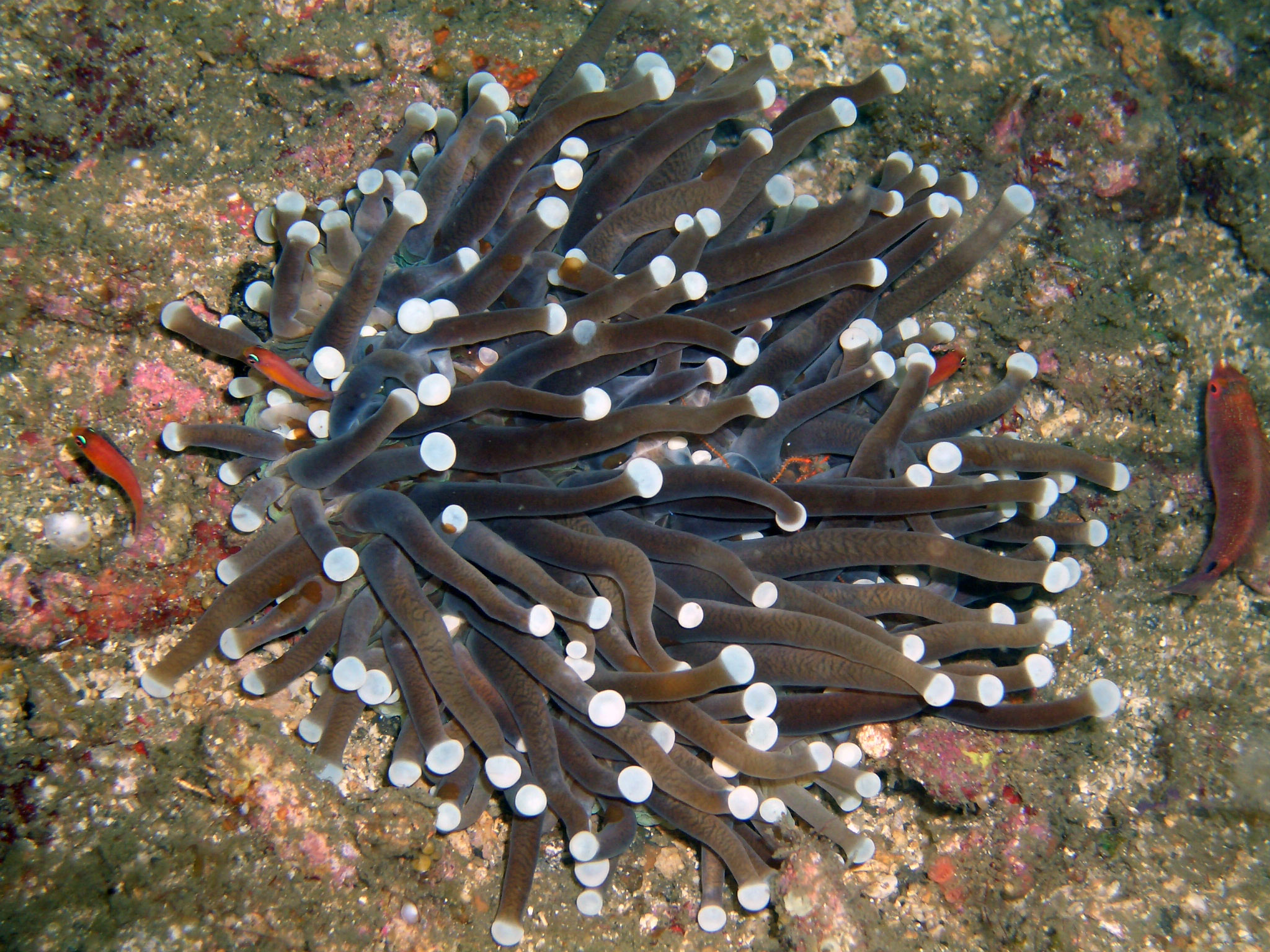
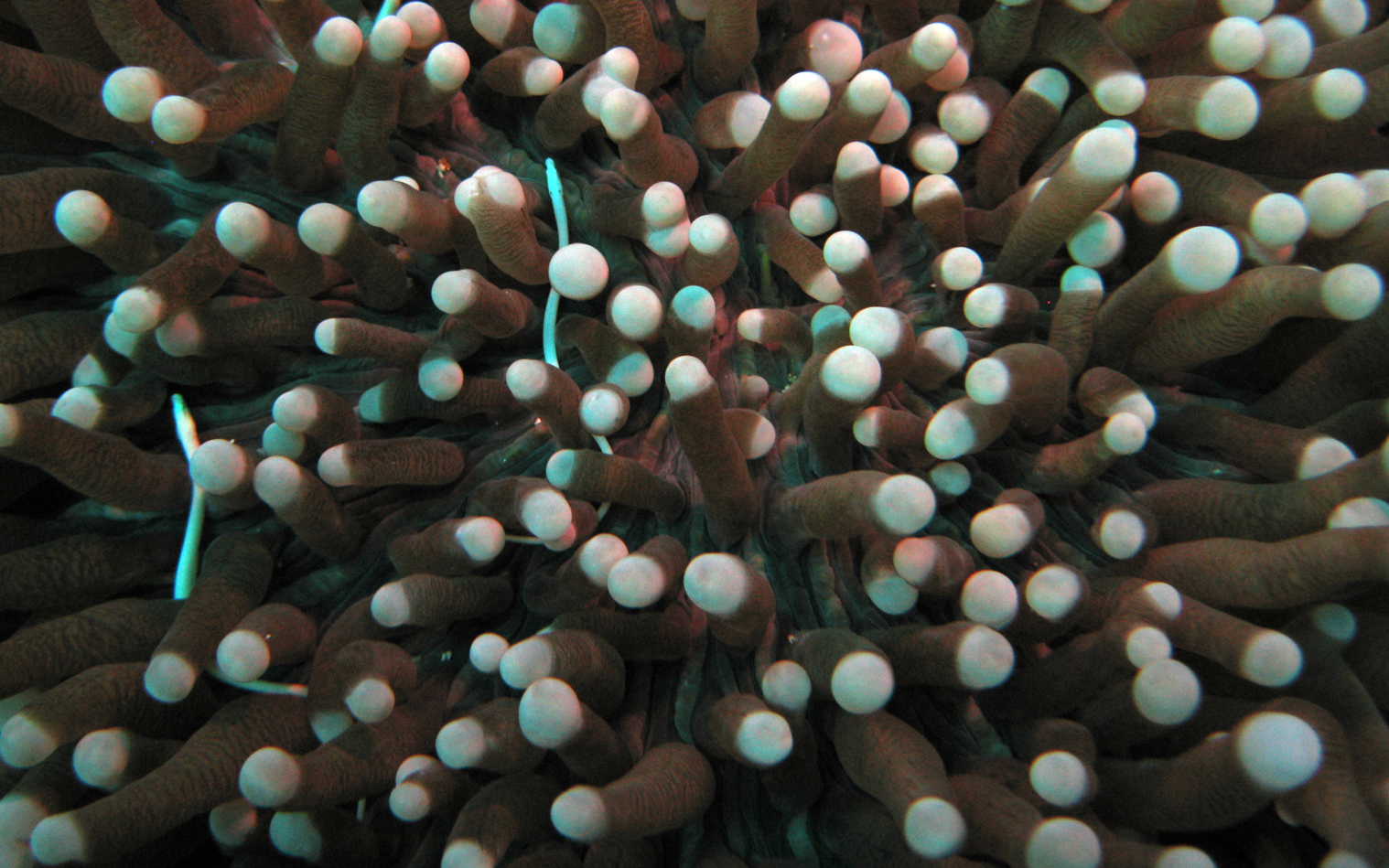
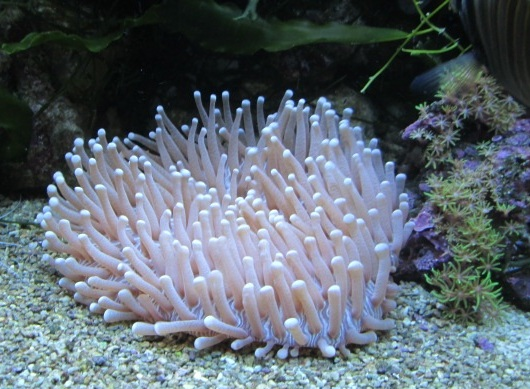